# Lindenweg
Der Lindenweg oder auch Linienweg ist eine historische, vermutlich vorrömische  Altstraße, die von der Mündung der Nidda in den Main bei Höchst zum Taunus-Übergang am Saalburg-Sattel führte. 
Diese völlig gradlinige Verbindung zog sich über eine Länge von fast 19 Kilometern zum Taunus – in Höhe der römischen Elisabethenstraße bog die hessische Weinstraße in die Wetterau in nordöstlicher Richtung ab. Die Ausrichtung des ersten Holz-Kastells der Saalburg auf die Achse des Lindenweges ist ein Indiz für ihre Existenz in römischer Zeit.

## Erhaltung
Wie von fast allen römischen Straßen in der Region ist vom Lindenweg heute nichts mehr oberirdisch sichtbar. Falls er als lokale Verbindung von den Römern ausgebaut wurde, dürfte er eine Steinlage mit Schotterung erhalten haben. Der Verlauf kann anhand von heutigen Straßen und Feldwegen rekonstruiert werden.

## Vermutlicher Verlauf
- Ausgangspunkt am Mainufer in Frankfurt-Höchst, hier befand sich eine Furt zur Main-Überquerung. 50° 5′ 57,7″ N, 8° 33′ 3,2″ O
- Zuckschwerdtstraße an der Eisenbahn-Unterführung. 50° 6′ 11,8″ N, 8° 33′ 6,8″ O
- Karl-Blum-Allee bzw. Straße am Friedhof Höchst, Fortsetzung im Feld. 50° 6′ 54,6″ N, 8° 33′ 5,7″ O
- Feldweg mit Bahnübergang der Sodener Bahn. 50° 7′ 12,5″ N, 8° 33′ 6,8″ O
- Querung Elisabethenstraße (heute A 66), hier bog die Weinstraße in die Wetterau ab. 50° 7′ 19,8″ N, 8° 33′ 6,8″ O
- Im Gebiet zwischen Eschborn und Schwalbach sind keine Geländespuren im Luftbild oder in der heutigen Straßenführung zu erkennen.
- Erst hinter dem Heidenwald nach der Oberhöchstädter Waldsiedlung findet sich die Bezeichnung Lindenweg wieder - allerdings führt die gleichnamige Forstschneise in eine andere Richtung. 50° 11′ 26,2″ N, 8° 33′ 34,6″ O
- Bei Oberursel überquert der Lindenweg den Maasgrund, auch hier sind keine Geländespuren im Luftbild oder in der heutigen Straßenführung mehr zu erkennen.
- Die Sportanlage in Oberstedten liegt am Lindenweg und ist auf ihn ausgerichtet. 50° 13′ 58,4″ N, 8° 33′ 45″ O
- Hinter der Elisabethenschneise in Bad Homburg vor der Höhe findet sich die Bezeichnung Lindenweg wieder. 50° 14′ 16,4″ N, 8° 33′ 49,4″ O
- Etwa 300 Meter östlich des Hirschgartens querte diese Straße den Heuchelbach und führte in nahezu gerader Linie in Richtung Passhöhe. Der Anstieg beträgt über den größten Teil nur um 1 bis 3 %, auf den letzten 800 m vor der Jupitersäule jedoch durchschnittlich etwa 8 %.
- Der Lindenweg trifft vor dem Saalburg-Kastell auf den Stellweg, wo seit Anfang des 20. Jahrhunderts eine nachgebildete Jupitersäule steht, der als Vorlage eine Säule aus dem römischen vicus novus, Teil der Römerstadt Nida in Frankfurt-Heddernheim diente. 50° 15′ 27,5″ N, 8° 33′ 56,6″ O bzw. 50° 15′ 58,7″ N, 8° 34′ 0,2″ O

- Karte mit allen Koordinaten:
- OSM |
- WikiMap